# La dama de Berlín
La dama de Berlín (en francés, La dame de Berlin) es la primera novela de la serie Las aventuras de Boro, reportero gráfico. Fue escrita en colaboración por los novelistas franceses Dan Franck y Jean Vautrin en 1987.  Las ilustraciones de las portadas en la edición original francesa fueron debidas al diseñador Enki Bilal. Esa misma portada se respetó también en la edición española.
La novela se adaptó a la televisión en 1991 en una miniserie francesa titulada Berlin lady dirigida por Pierre Boutron. En 2008, la novela ha sido objeto de una adaptación a historieta gráfica en tres tomos en la que Marc Veber se encarga de las ilustraciones y Enki Bilal de la dirección artística y que han sido publicados por la editorial Casterman.

## Historietas gráficas
"Les Aventures de Boro, reporter photographe" han sido objeto de una adaptación a historieta gráfica en la que Marc Veber se encarga de las ilustraciones y Enki Bilal de la dirección artística y que han sido publicados por la editorial Casterman. Hasta el momento se han publicado seis volúmenes, correspondiendo los tres primeros a "La dama de Berlín" y los tres siguientes a "La temporada de las cerezas".
- Franck, Dan; Vautrin, Jean; Veber, Marc (01/2007). La Dame de Berlin (Tome 1) [La dama de Berlín (Tomo 1)] (historieta gráfica). Ligne Rouge (en francés) 1. Casterman. Consultado el 13 de marzo de 2017.
- Franck, Dan; Vautrin, Jean; Veber, Marc (10/2007). La Dame de Berlin (Tome 2) [La dama de Berlín (Tomo 2)] (historieta gráfica). Ligne Rouge (en francés) 2. Casterman (publicado el 17 de octubre de 2007). Archivado desde el original el 14 de marzo de 2017. Consultado el 13 de marzo de 2017.
- Franck, Dan; Vautrin, Jean; Veber, Marc (10/2008). La Dame de Berlin (Tome 3) [La dama de Berlín (Tomo 3)] (historieta gráfica). Ligne Rouge (en francés) 3. Casterman (publicado el 19 de noviembre de 2008). Archivado desde el original el 14 de marzo de 2017. Consultado el 13 de marzo de 2017.

Aparte de estas seis obras se ha realizado un tomo de recopiación de las tres historietas correspondientes a La dame de Berlin.

## Otros medios
La novela se adaptó a la televisión en 1991 en una miniserie francesa titulada Berlin lady dirigida por Pierre Boutron e interpretada en los papeles principales por Robert Recnucci (Boro), Giulia Boschi (Maryika), Mouss Diouf (Scipion), Alain Doutey (Alphonse Tourpe) y Christopher Plummer. La miniserie consta de dos capítulos de 90 minutos cada uno. Hasta el momento, no se ha estrenado en España.